# Историја Јевреја у Естонији
Историја Јевреја у Естонији почиње извештајима о присуству појединачних Јевреја у данашњој Естонији још од 14. века.
Јевреји су се населили у Естонију у 19. веку, посебно након статута руског цара Александра II из 1865, који је дозволио такозваним јеврејским „Николајевским војницима“ (често бившим кантонистима) и њиховим потомцима, трговцима Првог цеха, занатлијама и Јеврејима са вишим образовањем, да се населе ван Линије сталног јеврејског насељавања. Ови досељеници су основали прве јеврејске заједнице у Естонији. Талинска заједница, највећа у Естонији, основана је 1830. године. Тартуска заједница основана је 1866. године када се ту населило првих педесет породица. Изграђене су синагоге, од којих су највеће изграђене у Талину 1883. и Тартуу 1901. године. Обе су уништене у пожару током Другог светског рата.
Јеврејско становништво се проширило на друге естонске градове где су подигнути молитвени домови (у Валги, Парну и Виљандију) и успостављана гробља. Отворене су школе за подучавање Талмуда, а основне школе су организоване у Талину 1880-их. Већину Јевреја у то време чинили су ситни трговци и занатлије. Ово је почело да се мења крајем 19. века када је неколико Јевреја уписано на Универзитет у Тартуу и касније значајно допринело оживљавању јеврејске културе и образовања. Године 1917. у Тартуу је основан Јеврејски драмски клуб.

## Јеврејска аутономија у независној Естонији
Отприлике 200 Јевреја се борило у борбама у Естонском рату за независност (1918–1920) за стварање Републике Естоније. 70 ових бораца били су добровољци.
Стварање Републике Естоније 1918. означило је почетак нове ере у животу Јевреја. Од стицања независности Естоније као државе, Естонија је показала толеранцију према свим етничким и верским мањинама. Овај став је поставио основу за енергичан раст политичких и културних активности јеврејског друштва. Између 11. и 16. маја 1919. сазван је први естонски конгрес јеврејских конгрегација како би се расправљало о новим околностима са којима се јеврејски живот суочавао. Ту су се родиле идеје културне аутономије и Јеврејске гимназије (средње школе) у Талину. Јеврејска друштва и удружења почела су да расту по броју. Највеће од ових нових друштава било је Књижевно-драмско друштво Х.Н. Бјалик у Талину, основано 1918. Основана су друштва и клубови у Виљандију, Нарви и другим градовима.

### 1920-их
Године 1920. основано је Спортско друштво Макаби које је постало познато по својим настојањима да подстакне спорт међу Јеврејима. Јевреји су такође активно учествовали у спортским догађајима у Естонији и иностранству. Сара Тејтелбаум је била 17 пута шампионка у естонској атлетици и поставила је чак 28 рекорда. Тридесетих година прошлог века на Универзитету у Тартуу студирало је око 100 Јевреја: 44 је студирало право и 18 медицину. Године 1934. основана је катедра у Филозофској школи за проучавање јеврејских обичаја и културе. У Тарту академском друштву постојало је пет јеврејских студентских друштава: Женско студентско друштво Хазфиро, Корпорација Лимувија, Друштво Хасмонеа и Задужбина за јеврејске студенте. Сви су они имали своје библиотеке и играли су важну улогу у јеврејској култури и друштвеном животу.
Основане су и политичке организације попут ционистичких омладинских организација Хашомер Хазаир и Бејтар. Многи јеврејски омладинци отпутовали су у Палестину да оснују јеврејску државу. Кибуци Кфар Блум и Еин Гев делимично су основани од стране естонских Јевреја.
Влада Естоније је 12. фебруара 1925. донела закон о културној аутономији мањина. Јеврејска заједница је брзо припремила своју молбу за културну аутономију. Састављена је статистика о грађанима Јевреја. Укупно их је било 3.045, испуњавајући тако минимални услов од 3.000 за културну аутономију. У јуну 1926. године изабран је Јеврејски културни савет и проглашена је јеврејска културна аутономија. Административни орган ове аутономије био је Одбор за јеврејску културу, на чијем је челу био Хирш Ајзенштат, све док није распуштен након совјетске окупације Естоније 1940. Када су немачке трупе окупирале Естонију 1941. године, Ајзенштат је отишао у Русију. Вратио се у Естонију када су Немци отишли, али су га совјетске власти ухапсиле 1949.
Културна аутономија мањинских народа је изузетан феномен у европској културној историји. Стога је јеврејска културна аутономија била од великог интереса за глобалну јеврејску заједницу. Јеврејска национална задужбина Керен Кајамет уручила је Влади Естоније захвалницу за ово достигнуће.
Ова културна аутономија омогућила је пуну контролу образовања од стране заједнице. Од 1926. хебрејски је почео да замењује руски у јеврејској јавној школи у Талину, док је 1928. основана ривалска школа јидиш језика.
Естонија је од првих дана свог постојања као државе показала толеранцију према свим народима који насељавају њене територије. Године 1925. у Естонији је усвојен Закон о културној аутономији етничких мањина, који је мањинским групама које се састоје од најмање 3.000 појединаца дао право на самоопредељење у културним питањима. Финансијску подршку дала је држава. Тако је 1926. године проглашена јеврејска културна аутономија. Због своје толерантне политике према Јеврејима, у Златној књизи Јерусалима посвећена је страница Републици Естонији, 1927. године.

### 1930-их
Године 1934. у Естонији је живело 4381 Јевреја (0,4% становништва). У Талину је живело 2203 Јевреја. Остали градови насељени Јеврејима су Тарту (920), Валга (262), Парну (248), Нарва (188) и Виљанди (121). 1688 Јевреја је допринело националној привреди: 31% у трговини, 24% у услугама, 14,5% као занатлије и 14% као радници. Постојала су и велика предузећа: фабрика коже Узвански и синови у Тартуу, Гиновкерисова фабрика слаткиша у Талину, крзнари Ратнер и Хоф, и предузећа за унапређење шума као што су Сеинс и Јудеиникс. Постојало је друштво за трговце и индустријалце. Талин и Тарту су се хвалили јеврејским задружним банкама. Само 9,5% јеврејског становништва нису били стално запослени. Већина њих су били лекари, укупно преко 80 (постојало је и друштво јеврејских лекара). Поред тога било је 16 фармацеута и 4 ветеринара. 11% јеврејског становништва имало је високо образовање, 37% средње, а 33% основно образовање. 18% се школовало само код куће.
Јеврејска заједница је успоставила сопствени систем социјалне заштите. Јеврејско друштво добре воље Талинске заједнице ставило је у задатак да надгледа и извршава тежње овог система. Рабин Талина у то време био је др Гомер. 1941. за време немачке окупације био је немилосрдно малтретиран и на крају убијен. У Тартуу је била активна Унија за помоћ Јеврејима, а јединице социјалне помоћи су основане у Нарви, Валги и Парнуу.
Утицај националсоцијализма на балтичке Немце је 1933. почео да забрињава. Нацизам је стављен ван закона као покрет супротан друштвеном поретку, Немачки културни савет је распуштен, а националсоцијалиста Виктор фон Милен, изабрани члан Балтичке немачке партије, био је приморан да иступи из парламента. Сви материјали који исмевају Јевреје, укључујући нацистички часопис Валвур (гарда), забрањени су наредбом државног старешине Константина Патса као материјали који подстичу мржњу.
Исте године основан је факултет за јеврејске студије на Универзитету у Тартуу. Лазар Гулкович, бивши професор на Универзитету у Лајпцигу, именован је за првог професора на универзитету и катедре за јеврејске студије и почео је да предаје 1934.

Године 1936, британски лист The Jewish Chronicle известио је након посете Талину једног од његових новинара:
„Естонија је једина земља у источној Европи у којој ни влада ни народ не дискриминишу Јевреје и где су Јевреји остављени на миру... културна аутономија која је дата естонским Јеврејима пре десет година и даље важи, а Јеврејима је дозвољено да воде слободан и несметани живот и обликују га у складу са својим националним и културним начелима“.
У фебруару 1937. године, док је антисемитизам растао у другим деловима Европе, потпредседник Јеврејске заједнице Хајнрих Гуткин је именован председничким декретом у горњи парламентарни дом Естоније, Ригиноукогу.
Током 1930-их, ционистички омладински покрети су били активни, а обуку пионира на естонским фармама нудио је омладински покрет HeHalutz, док је водећи културни институт Бјалик Фареин изводио представе, а његов хор је гостовао и наступао на радију.

## Совјетска окупација 1940.
Живот мале јеврејске заједнице у Естонији поремећен је 1940. совјетском окупацијом Естоније. Културна аутономија заједно са свим њеним институцијама укинута је јула 1940. године. У јулу и августу исте године затворене су све организације, удружења, друштва и корпорације. Јеврејска предузећа су национализована. Релативно велики број Јевреја (350–450, око 10% укупне јеврејске популације) совјетске власти су 14. јуна 1941. депортовале у заробљеничке логоре у Русији, где је већина страдала.

## Други светски рат

### Холокауст
Више од 75% естонске јеврејске заједнице, свесно судбине која их чека, успело је да побегне у Совјетски Савез; практично сви остали (између 950 и 1000 мушкараца, жена и деце) су убијени до краја 1941. Међу њима је био једини рабин; професор јеврејских студија на Универзитету у Тартуу; Јевреји који су напустили јеврејску заједницу; ментално онеспособљени; и један број ветерана естонског рата за независност. Познато је да је мање од десетак естонских Јевреја преживело рат у Естонији.
Сакупљање и убијање Јевреја почело је одмах по доласку првих немачких трупа 1941. године, које је помно пратио одред за истребљење Ајнзацгрупа 1а под Мартином Сандбергером, део Ајнзацгрупе А на челу са Валтером Шталекером. Хапшења и погубљења су настављена док су Немци, уз помоћ локалних сарадника, напредовали кроз Естонију. За разлику од немачких снага, изгледа да су Естонци подржавали антијеврејске акције на политичком нивоу, али не и на расној основи. Стандардни изговор коришћен за операције „чишћења” било је хапшење „због комунистичких активности”. Ово изједначавање Јевреја са комунизмом изазвало је позитиван одговор Естоније, а естонска полиција је покушала да утврди да ли ухапшена особа заиста подржава комунизам. Естонци су често тврдили да њихове колеге и пријатељи Јевреји нису комунисти и подносили су доказе о про-естонском понашању у нади да ће моћи да их ослободе. Антон Вајс-Вент је у својој дисертацији „Убиство без мржње: Естонци, холокауст и проблем сарадње“ на основу извештаја доушника окупационим властима закључио да Естонци генерално нису веровали у нацистичку антисемитску пропаганду и углавном је задржао позитивно мишљење о Јеврејима. Естонија је проглашена Јуденфрај прилично рано, на Ванзејској конференцији 20. јануара 1942, пошто је јеврејско становништво Естоније било мало (око 4.500), а већина је успела да побегне у Совјетски Савез пре него што су Немци стигли. Практично сви остали (921 према Мартину Сандбергеру, 929 према Евгенији Горин-Лов и 963 према Валтеру Сталекеру) су убијени. Нацистички режим је такође успоставио 22 концентрациона и радна логора у Естонији за стране Јевреје, од којих је највећи концентрациони логор Вајвара. У логору Калеви-Лива убијено је неколико хиљада страних Јевреја. Процењује се да је у Естонији убијено око 10.000 Јевреја након што су тамо депортовани из источне Европе.
Двоје Естонаца је одликовано наградом Праведни међу народима: Уку Масинг и његова жена Еха.

## Совјетски период
Четворици Естонаца који су сматрани најодговорнијима за убиства у Калеви-Ливи суђено је на суђењима за ратне злочине 1961. године. Двојица су касније погубљена, док су остали избегли казну тако што су отишли у прогонство.
После рата се вратило око 1.500 Јевреја из Талина, и до 1959. године у граду је било 3.714 Јевреја. После Шестодневног рата, 400 Јевреја из Талина емигрирало је у Израел. Од 1944. до 1988. у Естонији није било јеврејских организација, удружења или клубова.

## Тренутна ситуација
У марту 1988. године, пошто је Естонија поново стекла независност, у Талину је основано Јеврејско културно друштво, прво те врсте у бившем Совјетском Савезу. За разлику од других делова Совјетског Савеза, није било проблема са регистрацијом друштва или његових симбола. Друштво је почело организовањем концерата и предавања. Убрзо се поставило питање оснивања јеврејске школе. Као почетак, основана је недељна школа 1989. године. Јеврејску гимназију у Талину у улици Кару користила је стручна школа. Године 1990. основана је јеврејска школа од 1. до 9. разреда.
Јеврејски културни клубови, повезани са Културним друштвом, основани су у Тартуу, Нарви и Кохтла-Јарвеу. Уследиле су и друге организације: спортско друштво Макаби, Друштво Гуринијеве задужбине добре воље и Савез јеврејских ветерана. Живот се вратио у јеврејске заједнице. Поново су успостављени курсеви хебрејског. Релативно велика библиотека је отворена уз помоћ израелских и јеврејских заједница из других земаља.
Распон културних активности је наставио да расте. Јеврејско културно друштво је један од оснивача Eestimaa Rahvuste Ühendus (Унија народа Естоније), која је основана крајем 1988. Обнављање независности Естоније 1991. године донело је бројне политичке, економске и друштвене промене. Јевреји који живе у Естонији сада су могли да бране своја права као националне мањине. Јеврејска заједница је званично призната одобрењем њене повеље 11. априла 1992. године. Естонија је наставила свој традиционални однос према Јеврејима што се тиче пријатељства и смештаја. У прилог овоме, у Естонији је у октобру 1993. усвојен нови Закон о културној аутономији, заснован на оригиналном закону из 1925. године, који мањинским заједницама, укључујући јеврејске, даје правну гаранцију да очувају свој национални идентитет.
Дана 16. маја 2007. отворена је нова синагога у Талину. У њему се налази светилиште, миква и ресторан.

## Историјска демографија
Естонија је увек имала релативно мало јеврејског становништва. За разлику од многих других европских земаља, јеврејска популација Естоније достигла је врхунац тек после Другог светског рата, са скоро 5.500 људи 1959. године. Потом је почео стабилан пад, са посебно наглим падом 1990-их након пада комунизма, пошто су многи естонски Јевреји емигрирали у друге земље, посебно у Израел и Сједињене Државе.

## Тренутна демографија
- Укупан број становника (2007): 1.900
- Живорођених (2006): 12
- Укупно умрлих (2006): 51
- Наталитет: 6,32 на 1000
- Стопа смртности: 26,84 на 1000
- Нето стопа раста: −2,05% годишње.[16]